# Halicyclops maculatus
Halicyclops maculatus är en kräftdjursart som beskrevs av Rocha och Hakenkamp 1993. Halicyclops maculatus ingår i släktet Halicyclops och familjen Cyclopidae. Inga underarter finns listade i Catalogue of Life.